# Saal (Windeck)
Saal ist ein Ort in der Gemeinde Windeck im nordrhein-westfälischen Rhein-Sieg-Kreis. Er bestand früher aus den beiden Ortsteilen Obersaal und Niedersaal.

## Lage
Saal liegt in einer Höhe von 260–290 m ü. NHN auf dem Leuscheid. Nachbarorte sind Locksiefen im Osten und der Kirchort Leuscheid im Südwesten. In Saal entspringt der Löschbach.

## Geschichte
Das Dorf gehörte zum Kirchspiel Leuscheid und zeitweise zur Bürgermeisterei Herchen.
1830 hatte Saal 132 Bewohner.
1910 gab es in Niedersaal 18 Haushalte: Ackerer Karl Bachmann, Tagelöhner Karl Dünzer, Ackerer Karl Dünzer, Händler Karl Engelberth, Ackerer und Fleischbeschauer Karl Fuchs, Ackerer Wilhelm Gansauer, Ackerer Wilhelm Heuser, Ackerer Julius Klein, Witwe Heinrich Kuchheuser, Fabrikarbeiter Eduard Orth, Ackerer Gustav Orth, Ackerer und Mühlenbesitzer Johann Gerhard Orth, Fabrikarbeiter Karl Orth, Ackerer Karl Schiefen, Invalide Karl Schumacher, Ackerer Karl Sommer, Fabrikarbeiter Wilhelm Sommer und Maurer Gerhard Weber.
In Obersaal gab es damals 29 Haushalte: Ackerer Wilhelm Ackermann, Fabrikarbeiter Karl Engel, Ackerer Wilhelm Eschmann, Ackerin Witwe Gerhard Fuhr, Ackerer Julius Fuhr, Ackerer Karl Fuchs, Schuster Franz Karl Geilhausen, Tagelöhner Gerhard Geilhausen, Ackergehilfe Karl Geilhausen, Ackerer Christian Henrichs, Ackerer Wilhelm Henrichs, Bäckerer und Wirt Friedrich Himmeröder, Ackerer Heinrich Himmeröder, Bergmann Karl Himmeröder, Ackerer Heinrich Klein, Ackerer Peter Krämer, erwerbslose Emilie Merten, Ackerer Heinrich Merten, Witwe Ackerer Peter Merten, Ackerer Wilhelm Merten, Ackerer Wilhelm Sohlbach, Ackerer Friedrich Wilhelm Schmidt, Zimmermann Wilhelm Schmidt, Ackerer Karl und Wilhelm Schumacher, Ackerer Friedrich Karl und Karl Wilhelm Steinhauer und Maurer Heinrich Weyand.

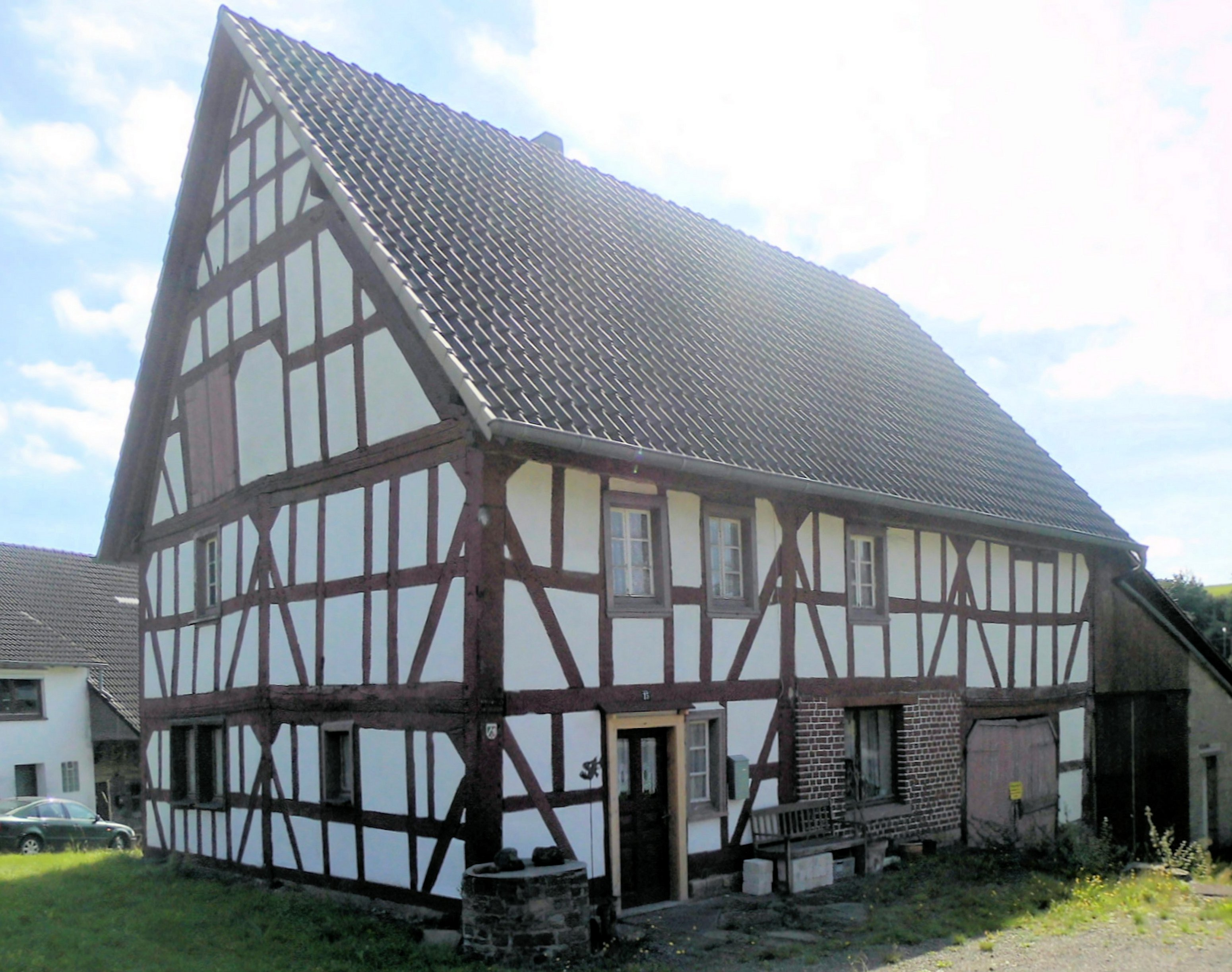
Denkmalgeschütztes Haus Niedersaaler Straße 15